# Mili Balàkirev
Mili Balàkirev (rus: Милий Алексеевич Балакирев)  (Nijni Nóvgorod, 21 de desembre de 1836 (Julià) - Sant Petersburg, 16 de maig de 1910 (Julià)), nom complet amb patronímic Mili Alekséievitx Balàkirev, rus: Ми́лий Алексе́евич Бала́кирев, fou un compositor rus. És més recordat avui dia per haver estat el líder del Grup dels Cinc que per la seua pròpia música, amb la possible excepció d'Islamey: una fantasia oriental, que encara és popular entre els pianistes.

## Primers anys
Balàkirev va nàixer a Nijni Nóvgorod en una família humil d'empleats. Va rebre lliçons de música de sa mare, qui més tard el va portar a Moscou (1847) per rebre lliçons d'Alexander Dubuque. Els problemes econòmics es van interposar i les lliçons van haver de ser suspeses, forçant al jove Balàkirev a tornar a la llar paterna. Però les notícies sobre les seues aptituds s'havien difós, i Balàkirev va trobar un mecenes en la persona de l'aristòcrata Alexandre Ulíbixev. Ulíbixev era autor d'una biografia de Mozart i disposava d'una orquestra privada, així com d'una vasta biblioteca musical, a la qual Balàkirev va tenir accés i de la que va extraure una valuosa formació.
Als divuit anys, després d'un curs de matemàtiques a la Universitat, Ulíbixev va endur-se Balàkirev a Sant Petersburg, on va tenir ocasió de conèixer Mikhaïl Glinka. Glinka va encoratjar Balàkirev a seguir la carrera musical, consell que a Balàkirev li va arribar al cor. Va fer el seu debut el 1856 amb el primer moviment del seu Concert per a piano. El seu encontre amb Glinka també va encendre en Balàkirev la flama del nacionalisme rus, portant-lo a la determinació que Rússia havia de tenir la seua pròpia escola musical, lliure de les influències de l'Europa Occidental. Va unir al seu voltant a compositors amb idees similars: César Cui, Modest Mússorgski, Aleksandr Borodín, i Nikolai Rimski-Kórsakov. Els cinc compositors van ser descrits per l'influent crític musical Vladímir Stàssov com El Grup Poderós, però tant en català com en altres llengües són coneguts com a Grup dels Cinc.
El Grup va patir dures crítiques de l'establishment musical rus, atiades principalment per Anton i Nikolai Rubinstein, que públicament van qualificar els seus membres d'amateurs (extrem no sencerament injustificat, perquè Balàkirev era l'únic músic professional del grup). Per contrarestar les crítiques i avançar en el propòsit de crear un estil musical genuïnament rus, el Grup va fundar L'Escola Lliure de Música el 1862.

## Música i influència
Balàkirev extenia la composició de les seues obres sobre llargs períodes; per exemple, la seua Sonata en si menor va ser composta en el curs de 50 anys. No obstant això, va produir una gran quantitat d'obra, molta de la qual és avui dia rarament interpretada. Va deixar un gran nombre de col·leccions de cançons (algunes folklòriques), dues simfonies, dos poemes simfònics (Rússia i Tamara), quatre obertures, i un gran nombre de peces per a piano, incloent-hi Islamey: una Fantasia Oriental. Les seues obres per a orquestra són generalment peces programàtiques, en un estil que van desenvolupar els seus deixebles, com ara Borodín i Rimski-Kórsakov. Islamey és una obra especialment estimada pels pianistes i de gran dificultat tècnica.
La seua influència com a líder i organitzador de la música russa, li ha proporcionat el reconeixement com a fundador d'un nou moviment artístic. Encara que va ser un dels impulsors de l'Escola Lliure de Música, sempre va ser crític amb el professionalisme musical, que associava amb les immòbils estructures musicals de la Rússia de mitjan Segle XIX. Va saber imprimir en els seus deixebles la seua visió i va mantenir de facto el lideratge del Grup dels Cinc mentre aquest va existir. De vegades, comandava el Grup amb mà de ferro. En particular, Mússorgski va patir sovint la ira del seu mestre; a causa de les dures crítiques de Balàkirev, l'obra Una nit a la muntanya Pelada mai no va ser executada en vida de Mússorgski. Fora del Grup, Balàkirev va encoratjar força a Txaikovski en els seus estudis, inspirant-li la composició de la Simfonia Manfred (una inspiració que Txaikovski va agrair a Balàkirev dedicant-li l'obra).

## Darrers anys

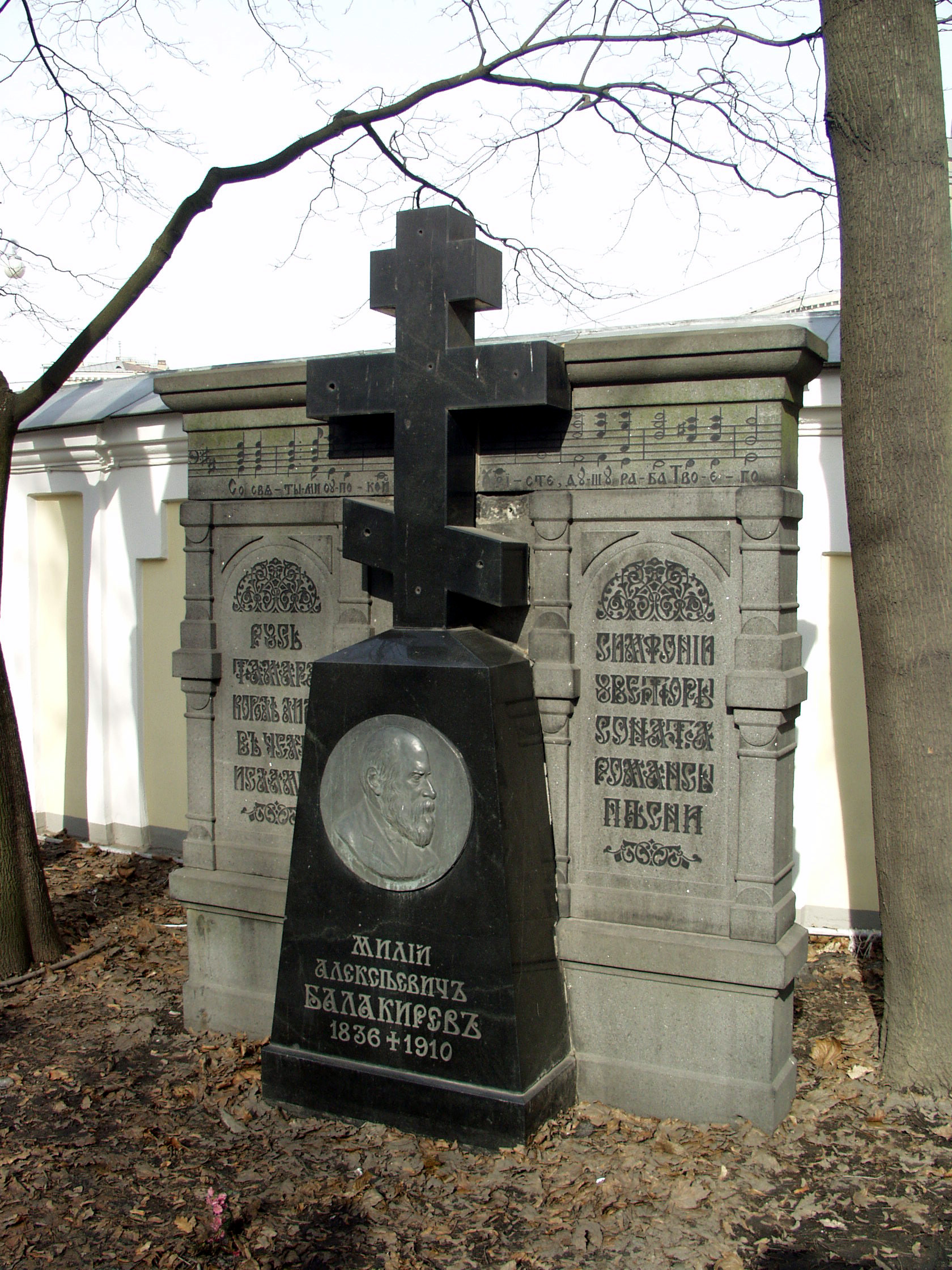
Tomba de Balàkirev al Cementeri Tikhvin

L'Escola Lliure va ser influent, però patia de problemes financers crònics que van sumir Balàkirev en un col·lapse nerviós el 1872. Arran de les seues malalties va decidir prendre un retir temporal del món de la música, deixant la seua ocupació a l'Escola i acceptant un nou treball a una Companyia de Ferrocarril. Va passar per diversos treballs, com el d'inspector escolar, fins a l'any 1883, quan va ser nomenat director de la Capella Imperial i director de la Societat Musical Imperial. Va conservar aquesta ocupació fins a la seua jubilació l'any 1895.
Va morir el 29 de maig de 1910 i va ser enterrat al Cementeri Tikhvin, al Monestir Alexandre Nevski de Sant Petersburg.

## Vida personal
Aparentment, Balàkirev mai es va casar ni va tenir fills, ja que no s'esmenta a les fonts biogràfiques. En els seus primers temps era políticament liberal, lliurepensador i ateu; durant un temps, es va plantejar escriure una òpera basada en la novel·la nihilista de Nikolai Txernixevski Què s'ha de fer?. Durant un temps a finals de la dècada de 1860 va freqüentar un endeví per conèixer el seu destí amb la Societat Musical Russa. Rimski-Korsakov va escriure sobre aquestes sessions: «Balàkirev, que no creia en Déu, es va convertir en un creient en el Diable. El Diable va fer que posteriorment també arribés a creure en Déu...».
Després de la seva ruptura, Balàkirev va buscar consol a la secta més estricta de l'ortodòxia russa, datant la seva conversió a l'aniversari de la mort de la seva mare el març de 1871. Es desconeixen les circumstàncies exactes d'aquella conversió, ja que no s'han conservat cartes ni diaris seus d'aquest període. Rimski-Korsakov relata alguns dels extrems de comportament de Balàkirev en aquest punt: com havia deixat de menjar carn i menjar peix, però... només els que havien mort, mai la varietat assassinada; com es treia el barret i travessava ràpidament sempre que passava per una església; i com la seva compassió pels animals arribava al punt que cada vegada que es trobava un insecte en una habitació, l'agafava amb cura i l'alliberava des d'una finestra, dient: «Vés, estimat en el Senyor, vés!» Balàkirev vivia com un reclus en una casa plena de gossos, gats i icones religioses. L'excepció d'aquesta solitud van ser les nits musicals dels dimarts que va fer després del seu retorn a la música als anys 70 i 80. També es va convertir en un reaccionari polític i eslavòfil xenòfob que va escriure himnes en honor a l'emperadriu vídua i altres membres de la família reial.
Rimski-Korsakov esmenta que alguns dels trets de caràcter de Balàkirev estaven presents abans de la seva conversió, però es van intensificar després. Això va ser cert per a la seva intolerància general als punts de vista diferents del seu, però sobretot amb el seu antisemitisme. Els seus atacs a Anton Rubinstein a la dècada de 1860 es van convertir en mesquins i antisemites, i els jueus no van ser admesos a l'Escola Lliure durant el seu anterior càrrec de director. No obstant això, va ser després de la seva conversió que va sospitar que tothom que no li agradava eren d'origen jueu, i que odiava els jueus en general perquè havien crucificat Crist. Es va fer bel·ligerant en les seves converses religioses amb els amics, insistint que fessin el senyal de la creu i assistissin a l'església amb ell. "Tota aquesta barreja de mansuetud cristiana, murmuracions, afició a les bèsties, misantropia, interessos artístics i una banalitat digna d'una vella donzella d'un hospici, tot això va sorprendre a tots els que el van veure en aquells dies", va escriure Rimski-Korsakov, i va afegir que aquests trets es van intensificar encara més en els anys següents.

## Música
Balàkirev es va convertir en important en la història de la música russa tant a través de les seves obres com del seu lideratge. Més que Glinka, va ajudar a establir el rumb de la música orquestral russa i la cançó lírica russa durant la segona meitat del segle xix. Si bé va aprendre de Glinka certs mètodes per tractar instrumentalment la cançó popular russa, una tècnica orquestral brillant i transparent (cosa que també va aprendre de les obres d’Hector Berlioz) i molts elements del seu estil bàsic, va desenvolupar i ampliar el que havia après. fusionant-lo satisfactòriament amb les tècniques compositives romàntiques aleshores avançades.
Malauradament, la llarga composició de diverses obres va robar a Balàkirev el mèrit de la seva inventiva. Les peces que podrien haver guanyat èxit si s'haguessin completat als anys 1860 i 70 van tenir un impacte molt menor quan es van presentar molt més tard en la vida del compositor. Això va ser perquè havien estat superats estilísticament pels èxits de compositors més joves, i perquè alguns dels seus dispositius compositius van ser apropiats per altres membres dels Cinc; l'exemple més notable d'aquest últim és la Xekherazada de Rimski-Korsakov, que va estar influenciada pel poema simfònic de Balàkirev, Tamara. Una altra conseqüència va ser una tendència a exagerar els detalls, que van robar aquestes peces de frescor i inspiració, fent-les semblar excés.
Malgrat el llarg període de composició, no hi havia cap diferència perceptible, especialment en les dues simfonies, entre les seccions acabades a la dècada de 1860 i les escrites molt més tard. Zetlin afirma que si bé no hi va haver una disminució del talent creatiu de Balàkirev, la raó d'aquesta manca de disparitat va ser perquè Balàkirev havia deixat d'evolucionar com a artista; es va mantenir creativament en el punt que havia arribat a la dècada de 1860, i les seves obres més noves semblaven, per tant, només un ressò del passat.

### Influències
Potser perquè l'experiència musical inicial de Balàkirev va ser com a pianista, els compositors per al seu propi instrument van influir en el repertori i l'estil de les seves composicions. Va escriure en tots els gèneres conreats per Frédéric Chopin excepte la Ballade, cultivant un encant comparable. L'altre compositor de teclat que va influir en Balàkirev va ser Franz Liszt, evident a Islamey així com en les seves transcripcions d'obres d'altres compositors i el poema simfònic Tamara.
L'afinitat de Balàkirev amb la música de Glinka es fa més evident en el seu maneig del material popular. No obstant això, Balàkirev avança en la tècnica de Glinka d'utilitzar variacions amb orígens canviants, conciliant les pràctiques compositives de la música clàssica amb el tractament idiomàtic de la cançó popular, emprant la fragmentació motípica, el contrapunt i una estructura que explota les relacions clau.
Entre les seves dues obertures sobre temes russos, Balàkirev es va involucrar amb la col·lecció i l'arranjament de cançons populars. Aquest treball el va alertar sobre la freqüència del mode dòric, la tendència de moltes melodies a oscil·lar entre la tonalitat major i la seva relativa menor en la seva tonalitat de setena bemoll, i la tendència a accentuar les notes no coherents amb l'harmonia dominant. Aquestes característiques es van reflectir en el maneig de Balàkirev de la cançó popular russa.
Atès que els punts de vista musicals dels Cinc tendeixen a ser anti-alemanys, és fàcil oblidar que Balàkirev estava realment ben fonamentat en l'estil simfònic alemany, encara més impressionant quan es recorda que Balàkirev va ser essencialment autodidacta com a compositor. La seva obertura Rei Lear, escrita quan tenia 22 anys, no és un poema simfònic en la línia de Liszt, sinó més aviat en la línia de les obertures de concert de Beethoven, basant-se més en les qualitats dramàtiques de la forma sonata que en el contingut extramusical.

## Obres principals

### Obres amb número d'opus
- Concert per a piano i orquestra núm. 1 en fa sostingut menor, op. 1 (1855-1856)
- Octet, op. 3
- Gran Fantasia sobre Cants Populars Russos, op. 4, per a piano i orquestra
- Sonata per a piano núm. 1 en si bemoll menor, op. 5
- Obertura sobre un tema de Marxa Espanyol, op. 6
- Islamey, Fantasia Oriental, per a piano, op. 18 (1869, revisada 1902)
- Sonata per a piano núm. 2 en si bemoll menor, op. 102 (1905)
- Concert per a piano i orquestra núm. 2 en mi bemoll major, op. post. (1861)

### Obres amb dates
- Reminiscències de l'òpera de Glinka Una vida pel tsar, fantasia per a piano (2a versió de la Fantasia sobre temes de Glinka) (1854-1855, revisada 1899)
- Scherzo per a piano Núm. 1 en si menor (1856)
- Obertura sobre un tema de Marxa Espanyol (1857)
- Obertura sobre tres temes russos (1858)
- Rei Lear (Korol Lir), música incidental per al drama de Shakespeare (1858-1861, revisada 1902-1905)
- Polca en Fa sostingut per a piano (1859)
- Masurca per a piano Núm. 1 en La bemoll major (1861-1884)
- Masurca per a piano Nùm. 2 en Do sostingut menor (1861-1884)
- Rússia (Rus), Segona Obertura sobre temes russos, per a orquestra, poema simfònic (1863-1864, revisada 1884)
- Jota aragonesa per a piano (sobre obra de Glinka) (1864)
- L'alosa (Jàvoronok) per a piano, transcripció d'una cançó de Glinka (1864)
- Simfonia Núm. 1 en do major (1864-1866)
- Obertura sobre temes txecs A Txèquia (V Txékhii), poema simfònic (1867, revisada 1905)
- Tamara, poema simfònic (1867-1882)
- Au jardin, étude-idylle per a piano en Re bemoll major (1884)
- En el jardí, per a piano (1884)
- Masurca per a piano Núm. 3 en si menor (1886)
- Masurca per a piano Núm. 4 en Sol bemoll major (1886)
- Nocturn per a piano Núm. 1 en Si bemoll menor (1898)
- Dumka per a piano (1900), obra dedicada a Maria Wiedring, esposa del pianista Ernst Jedliczkaa.
- Masurca per a piano Núm. 5 en re major (1900)
- Scherzo per a piano Núm. 2 en Si bemoll menor (1900)
- Vals per a piano Núm. 1 en sol major Valse di bravura (1900)
- Vals per a piano Núm. 2 en fa menor Valse mélancholique (1900)
- Simfonia Núm. 2 en re menor (1900-1908)
- Berceuse per a piano en Re bemoll major (1901)
- Gondellied, per a piano en la menor (1901)
- Nocturn per a piano Núm. 2 en si menor (1901)
- Scherzo per a piano no 3 en Fa sostingut major (1901)
- Tarantella per a piano en si major (1901)
- Vals per a piano no 3 en re major Valse-impromptu (1901)
- Suite en Si (1901-1908)
- Capriccio per a piano en re major (1902)
- Masurca per a piano Núm. 6. en La bemoll major (1902)
- Nocturn per a piano Núm. 3 en re menor (1902)
- Melodia Espanyola per a piano (1902)
- Serenata Espanyola per a piano (1902)
- Toccata en Do sostingut per a piano (1902)
- Tyrolienne (1902)
- Vals per a piano no 4 en Si bemoll major Valse de concert (1902)
- Cantata per a la Inauguració del Monument a Glinka, cor i orquestra (1902-1904)
- Chant du pêcheur (1903)
- Humoresque per a piano en re major (1903)
- Phantasiestück, per a piano en Re bemoll major (1903)
- Rêverie, per a piano en fa major (1903)
- Vals per a piano Núm. 5 en Re bemoll major (1903)
- Vals per a piano Núm. 6 en Fa sostingut menor (1903-1904)
- Romança (transcripció per a piano sol del segon moviment del primer concert per a piano i orquestra, opus 11, de Chopin) (1905)
- La fileuse per a piano en Si bemoll menor(1906)
- Masurca per a piano Núm. 7 en Mi bemoll menor (1906)
- Novelette per a piano en la major (1906)
- Vals per a piano Núm. 7 en Sol sostingut menor (1906)
- Impromptu per a piano (sobre els preludis en Mi bemoll menor i si major de Chopin) (1907)
- Esquisses (Sonatina) per a piano en sol major (1909)

### Obres sense data
- Complainte per a piano
- Fantasia per a piano
- Obertura sobre 3 Temes Populars Russos, per a orquestra
- No digues que l'amor passarà per a piano, transcripció d'una cançó de Glinka

### Cançons amb dates
- Spanish cançó (Ispànskaia pésnia), per a veu i piano (Cançons Oblidades Núm. 3) (1855)
- La lluna plena ha sortit (1858)
- El Cavaller (1858) (20 Cançons, Núm. 7)
- Cançó de Selim (Pésnia Selima) (1858) (20 Cançons, Núm. 11)
- Melodia Hebrea (20 Cançons, Núm. 13) (1859)
- Sobre el Llac (Nad ózerom), cançó per a veu i piano (1895-1896) (10 Cançons, Núm. 1)
- L'Erm (10 Cançons, Núm. 2) (1895-1896)
- L'estimava (Ia liubila iegó), cançó per a veu i piano (10 Cançons 1895-96, Núm. 5)
- El Pi (1895-1896) (10 Cançons, Núm. 6)
- Nocturn (1895-1896) (10 Cançons, Núm. 7)
- Visió (Son) (10 Cançons, Núm. 2) (1903-04)
- 7 de novembre (10 Cançons, Núm. 4) (1903-04)
- La fulla groga tremola (Jolti list o stébel biótsia) (10 Cançons, Núm. 8) (1903-04)
- Mira, amic meu (Vzglianí, moi drug) (20 Cançons, Núm. 6) (1903-04)
- El Somni (Son) (20 Cançons, Núm. 20) (1903-04)
- Albada (Zarià) (1909)

### Cançons sense data
- La lluna creixent (Vzoixol na nebo méssiats iasni), cançó per a veu i piano (20 Cançons, Núm. 5)
- Quan escolte la teua veu (Slixu li gólos tvoi), cançó per a veu i piano (20 Cançons, Núm. 18)
- Entonació
- Toujours, on me dit 'grand sot'
- Ti plenítelnoi negui polnà, cançó per a veu i piano (Forgotten Cançons, Núm. 1)
- Es trenca el meu cor (Tak i rviótsia duixà), cançó per a veu i piano (20 Cançons, Núm. 9)